# 山田禎三郎

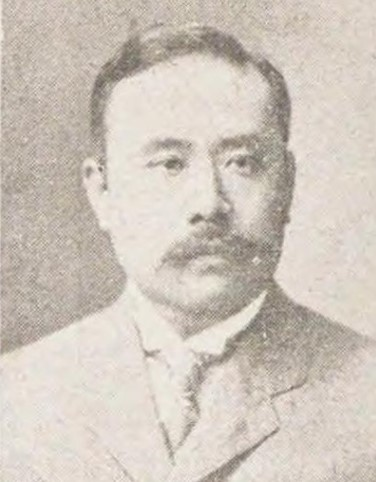
山田禎三郎

山田 禎三郎（やまだ ていざぶろう、1871年4月22日（明治4年3月3日） - 1930年（昭和5年）10月6日）は、日本の教育者、実業家、衆議院議員。

## 経歴
信濃国諏訪郡東堀村（現長野県岡谷市）に生まれる。1894年東京高等師範学校を卒業後、郡立諏訪実科中学（長野県諏訪清陵高等学校・附属中学校）に勤め、千葉県師範学校に赴任。その後、 同郷の渡辺千秋京都府知事の縁故で京都府視学に登用されたが辞任し、1899年茨城県師範学校の校長となった。1900年教職を去り、千葉新聞の記者となる。
その後は実業界に転じ、書肆普及会会長、帝国書籍取締役に就任。1902年の教科書疑獄事件では事件発覚のきっかけを作った人物となったが、当人は直前にヨーロッパの教科書事情調査として渡英しており、逮捕は免れたものの留守宅が家宅捜索を受けた。 
また政界に進出し、1902年の第7回衆議院議員総選挙に長野市選挙区から出馬し落選、1912年の第11回衆議院議員総選挙に同県郡部選挙区から当選を果たす。しかし事業の失敗により1年足らずで辞職し、株券の偽造により投獄された。
1907年に中ノ鳥島を発見し、上陸の後、測量までしたとされるが、その後誰1人としてこの島を発見する事は出来なかった。

## 著書
- 『各種学校教授改良案』村上書店、1894年11月25日。全国書誌番号:40039161。
- 『家庭教育』西村正三郎校閲、普及舎、1894年12月27日。全国書誌番号:40041054。
- 『尋常科教師用 新作文書』上原書店、1898年8月28日。全国書誌番号:40081701。
- 『新教育史』集英堂、1899年2月20日。全国書誌番号:40038796。
- 『新編心理付論理及倫理一般』集英堂、1899年9月18日。全国書誌番号:40004755。
- 『欧羅巴各国に於ける教科書制度の調査』山田禎三郎、1903年11月13日。全国書誌番号:40038863。